# Quy tắc Fajans
Trong hóa vô cơ, quy tắc Fajans được nêu ra bởi Kasimir Fajans.
Quy tắc này được sử dụng để dự báo xem các liên kết hóa học là liên kết cộng hóa trị hay là liên kết ion, nó phụ thuộc vào điện tích của cation và kích thước tương đối của cation và anion. Chúng có thể được tổng quát hóa trong bảng sau.
| Ion                  | Cộng hóa trị        |
| -------------------- | ------------------- |
| Điện tích dương thấp | Điện tích dương cao |
| Cation lớn           | Cation nhỏ          |
| Anion nhỏ            | Anion lớn           |

Ví dụ natri chloride NaCl (với điện tích dương thấp (+1), với cation tương đối lớn và anion nhỏ) là liên kết ion; nhưng nhôm iodide AlI3 (với điện tích dương cao (+3) và anion lớn) là liên kết cộng hóa trị.